# Milky Way (Greenland)
Milky Way (jap. ミルキーウェイ, Mirukī Wei) im Freizeitpark Greenland in Arao, Kumamoto in Japan, sind zwei Stahlachterbahnen der Herstellers Togo und Senyo Kogyo. Sie wurden am 1. April 1990 als Wind God Thor (jap. 風神雷神) auf der International Flower and Green Exposition eröffnet, wo sie allerdings nur bis zum 30. September 1990 fuhren. Im Jahre 1991 wurden sie dann als Ultra Twin im Greenland eröffnet. Zwischendurch fuhren sie unter dem Namen Fūjin-Raijin (風神雷神), bis sie 2007 in den heutigen Namen umbenannt wurden. Bevor sie in Greenland aufgebaut wurden, fuhren sie im Jahre 1990 auf der Garden and Greenery Expo in Osaka.
Beide Strecken sind baugleich und zählten zu Beginn zu der Kategorie der Stand-Up Coaster. Heute fährt die pinkfarbige Seite hingegen mit Zügen, in denen die Fahrgäste sitzen. Auf der blauen Strecke fahren weiterhin Stand-Up-Züge.
Beide Strecken sind jeweils 800 m lang und erreichen eine Höhe von 38,1 m.

## Züge
Milkyway besitzt vier Züge mit jeweils sechs Wagen. In jedem Wagen können vier Personen (zwei Reihen à zwei Personen) Platz nehmen.